# Ганнопільська сільська рада (Шепетівський район)
Ганно́пільська сільська́ ра́да — орган місцевого самоврядування Ганнопільської сільської громади у Шепетівському районі Хмельницької області. Адміністративний центр — село Ганнопіль.

## Населені пункти
Сільській раді підпорядковані населені пункти:
- с. Ганнопіль
- с. Глинники
- с. Досін
- с. Соснівка
- с. Хоросток

## Склад ради
Рада складається з 16 депутатів та голови.
- Голова ради: Медведюк Маргарита Іванівна
- Секретар ради: Петровська Надія Богданівна

### Керівний склад попередніх скликань
| Прізвище, ім'я, по батькові    | Основні відомості                                                 | Дата обрання | Дата звільнення |
| ------------------------------ | ----------------------------------------------------------------- | ------------ | --------------- |
| Катишев Олександр Анатолійович | Сільський голова, 1959 року народження                            | 26.03.2006   | 31.10.2010      |
| Семенюк Олег Андрійович        | Сільський голова, 1964 року народження, освіта вища, безпартійний | 31.10.2010   | 14.09.2012      |
| Медведюк Маргарита Іванівна    | Сільський голова, 1964 року народження, освіта вища.              | 02.06.2013   |                 |

Примітка: таблиця складена за даними сайту Верховної Ради України

### Депутати
За результатами місцевих виборів 2010 року депутатами ради стали:

#### За суб'єктами висування
| Суб'єкт висування                 | Кількість обраних депутатів | %    |
| --------------------------------- | --------------------------- | ---- |
| Самовисування                     | 10                          | 62,5 |
| Комуністична партія України       | 3                           | 18,8 |
| Народна партія                    | 2                           | 12,5 |
| Політична партія «Сильна Україна» | 1                           | 6,3  |

#### За округами
| № округу                          | Прізвище, ім'я, по батькові    | Дата визнання обраним | Освіта             | Партійна приналежність                       | Відомості про обраного депутата                               |
| --------------------------------- | ------------------------------ | --------------------- | ------------------ | -------------------------------------------- | ------------------------------------------------------------- |
| Комуністична партія України       |                                |                       |                    |                                              |                                                               |
| 1                                 | Шелест Алла Михайлівна         | 01.11.2010            | вища               | член Комуністичної партії України            | Ганнопільський навчально-виховний комплекс, вчитель           |
| 11                                | Веремійчук Ганна Володимирівна | 01.11.2010            | середня            | член Комуністичної партії України            | Хоростоцьке КП, магазин с. Досін, продавець                   |
| 13                                | Крутенчук Тетяна Дмитрівна     | 01.11.2010            | середня спеціальна | член Комуністичної партії України            | ТОВ "СГП «Дніпро», тваринник                                  |
| Народна Партія                    |                                |                       |                    |                                              |                                                               |
| 15                                | Зінчук Анатолій Миколайович    | 01.11.2010            | вища               | член Народної партії                         | ТОВ "СГП «Дніпро», агроном                                    |
| 16                                | Хоменко Андрій Андрійовмч      | 01.11.2010            | середня            | член Народної партії                         | ТОВ "СГП «Дніпро», завідувач ферми                            |
| Політична партія «Сильна Україна» |                                |                       |                    |                                              |                                                               |
| 3                                 | Вербицька Галина Петрівна      | 01.11.2010            | середня спеціальна | член Політичної партії «Сильна Україна»      | ТОВ "СГП «Дніпро», завідувачка складом                        |
| Самовисування                     |                                |                       |                    |                                              |                                                               |
| 2                                 | Янкова Ірина Петрівна          | 01.11.2010            | вища               | позапартійна                                 | НВО № 2 «дитячий садок — початкова школа» м. Славута, вчитель |
| 4                                 | Трач Наталія Валеріївна        | 01.11.2010            | незакінчена вища   | позапартійна                                 | Хоростцьке КП магазин «Маркет», завідувачка магазину          |
| 5                                 | Джигало Любов Михайлівна       | 01.11.2010            | вища               | позапартійна                                 | тимчасово не працює                                           |
| 6                                 | Дячук Людмила Петрівна         | 01.11.2010            | вища               | позапартійна                                 | Відділ освіти Славутської райдержадміністрації, логопед       |
| 7                                 | Крутенчук Ганна Антонівна      | 01.11.2010            | середня спеціальна | член Партії регіонів                         | ДП «Ганнопільський спиртовий завод», охоронець                |
| 8                                 | Петровська Надія Богданівна    | 01.11.2010            | середня спеціальна | позапартійна                                 | Ганнопільська сільська рада, секретар                         |
| 9                                 | Коробчук Ігор Михайлович       | 01.11.2010            | незакінчена вища   | позапартійний                                | Ганнопільський навчально-виховний комплекс, вчитель           |
| 10                                | Дячук Леонід Анатолійович      | 01.11.2010            | середня            | позапартійний                                | Ганнопільська сільська пожежна охорона, водій                 |
| 12                                | Фелонюк Наталія Йосипівна      | 01.11.2010            | середня спеціальна | член Політичної партії «Народна Самооборона» | Магазин "Експрес-продукт"м. Хмельницький, продавець           |
| 14                                | Смолій Леонід Іванович         | 10.01.2011            | середня спеціальна | позапартійний                                | ТОВ "СГП «Дніпро», водій                                      |

## Господарська діяльність
Основним видом господарської діяльності сільської ради є сільськогосподарське виробництво.

## Населення
Згідно з переписом УРСР 1989 року чисельність наявного населення сільської ради становила 4002 особи, з яких 1774 чоловіки та 2228 жінок.
За переписом населення України 2001 року в сільській раді мешкало 2237 осіб.

### Мова
Розподіл населення за рідною мовою за даними перепису 2001 року:
| Мова       | Відсоток |
| ---------- | -------- |
| українська | 98,93 %  |
| російська  | 0,93 %   |
| білоруська | 0,09 %   |
| молдовська | 0,04 %   |